# 김선수
김선수(金善洙, 1961년 4월 23일 ~ )는 대한민국의 전 대법관이다.

## 생애
우신고등학교를 졸업하고 1979년 서울대학교 법과대학에 입학하였다. 서울대학교 법과대학 재학 중 학생운동에 참여하였고 녹화사업 대상자가 되어 1981년 강제징집되었다. 1983년 11월 육군 병장으로 만기 제대한 후 복학하여 서울법대 4학년 재학 중이던 1985년 제27회 사법시험에 수석 합격하였고 1986년에 서울법대 졸업 후 사법연수원에 입소하였다.
노동운동가 전태일의 삶을 생각하며 사법시험을 쳤기 때문에 1988년 사법연수원 수료 후 바로 인권변호사 조영래의 변호사 사무실에서 변호사 일을 시작했다. 그는 스스로 "법정 밖에서는 가치 있는 사건을 발굴하고, 법정 안에서는 정교한 법리로 판사를 설득하셨던 조영래를 법률가의 모범으로 삼고 있다"고 밝혔다.
1988년부터 약 30년간 변호사로 활동하면서 인간과 사회에 대한 깊은 이해를 바탕으로 일관되게 소수자 및 사회적 약자의 인권 신장을 위한 활동에 매진했으며, 다양한 헌법·노동법 등 관련 사건에서의 변론 활동을 통해 자유·평등을 비롯한 민주사회의 가치 향상을 위해 노력하였다.
2018년 대법관 후보로 지명되어, 7월 26일 임명동의안이 국회 본회의를 통과하였다. 김선수 대법관은 사상 첫 노동 변호사 출신 대법관이다.

## 논란

### 정치적 편향성
대법관 청문회에서 정치적 편향성에 대해서 여야 간에 공방이 발생했다. 야당은 김 후보자의 민변 활동과 참여정부 당시 청와대 사법개혁비서관으로 근무한 경력 등을 지적했다. 청와대에 근무할 당시 비서실장은 문재인 대통령이었다.
여당 더불어민주당 의원들은 민변 회원이라고 모두 편향은 아니라고 반박했다. 김 후보자는 이미 민변에서 탈퇴했고, 문 대통령과는 특수한 관계가 아니라고 해명했으며, 사법개혁비서관으로 근무할 당시 "정무적 업무는 전혀 담당하지 않고 오로지 사법개혁업무만 수행했다"고 밝혔다.